# Biljardboll

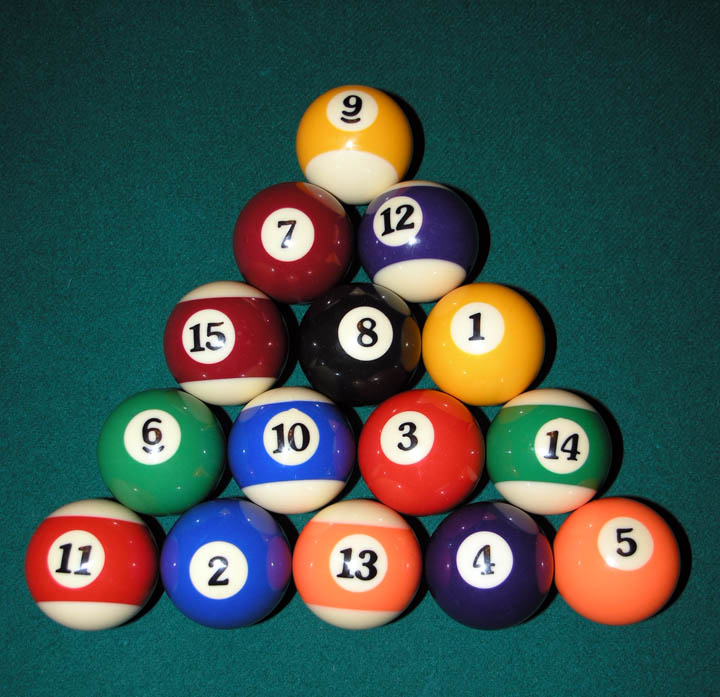
Biljardbollar

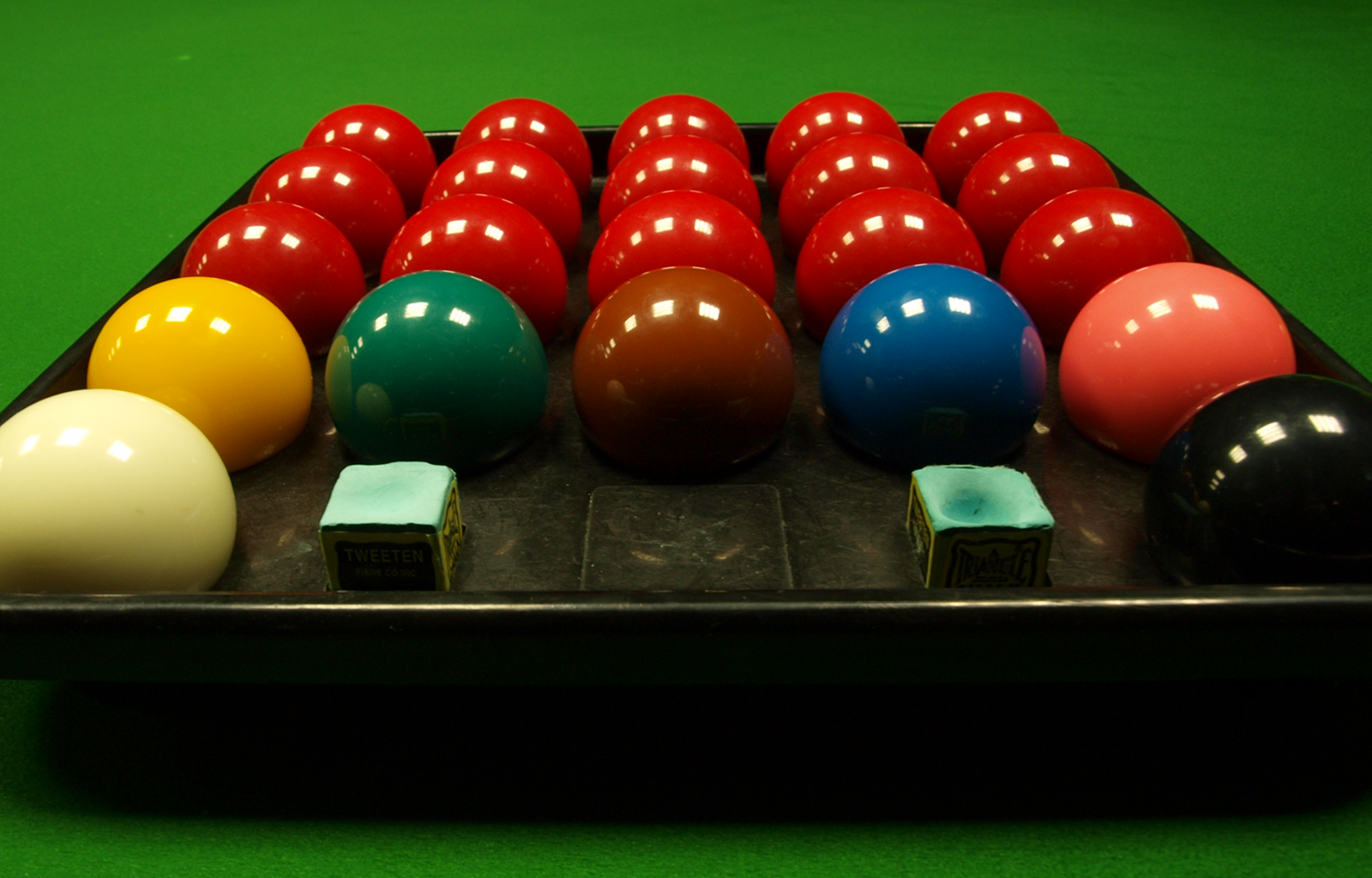
Snookerbollen

Biljardbollar är klot i olika färger som används i biljardspel.
Det vita klotet kallas i biljard och snooker för köboll. Om man skjuter in köbollen i ett hål kallas detta att den förlöper.

## Material
Bollarna tillverkades från början av elfenben. 1865 patenterade dock John Wesley Hyatt, efter att ha vunnit en tävling för att hitta ett ersättningsmaterial till elfenben, en biljardboll tillverkad av ett kompositmaterial som efterliknade elfenben, celluloid. Olyckligtvis var det nya materialet mycket eldfängt och det hände att bollarna exploderade.
Idag är de flesta biljardbollar gjorda av en hårdplast som heter fenol. Bollens diameter i pool är 57,2 mm, till skillnad från carambolebollen som är 61,5 mm och snookerbollen som är 52,5 mm. Den radiala differensen överstiger aldrig 0,001 tum. Bollen har en densitet om cirka 1,7 g/cm³ och väger ungefär 165 gram.